# Payer Imre (költő)
Payer Imre (Budapest, 1961. április 27. –) József Attila-díjas magyar költő, irodalomtörténész, újságíró, szerkesztő, egyetemi oktató. A budapesti irodalmi élet ikonikus alakja. A fehér cápa éneke című verse már-már klasszikussá érett.

## Életpályája
Szülei Payer Imre és Farkasi Mária. Érettségi vizsgát a József Attila Gimnáziumban tett 1981-ben, majd felvételt nyert a Berzsenyi Dániel Tanárképző Főiskolára 1984-ben, ahol 1988-ban magyar-könyvtár szakon diplomázott. Felsőfokú tanulmányait az ELTE Bölcsészettudományi Karán folytatta 1990–1993 között, magyar szakos egyetemi diplomát szerzett, majd 2001-ben az ELTE Bölcsészettudományi Kar irodalomtudományi doktori iskolájában a PhD-fokozatot is megszerezte a kortárs magyar líra nyelvezetét elemző doktori disszertációjáért.
1987–1990 között a Hírlapkiadó Vállalat, 1990–1995 között a Kurír újságírójaként dolgozott. 1996–2001 között az ELTE BTK Modern Magyar Irodalmi Tanszékén tanított, majd 2001-től a Magyar Hírlapnál folytatta újságírói működését.
Lírája nagyon is modern, jellegzetesen nagyvárosi, ugyanakkor tele van mitológiai utalásokkal. Állandó témája az utazás. Állandó helyszínei a villamos, a metró, az utcák, az alagutak. A lét nagy labirintusa. „Payer, az örök utazó, az Odüsszeusz-mitologéma mai inkarnációja. Körbe-körbe jár reménytelen útján: Ithakája szétesett. A lét peremén vagyunk, ahol «hátunk mögött feltekeredik az erdő».” (Szepes Erika irodalomtörténész)
Munkásságáról számos kritika és tanulmány is napvilágot látott. Méltatói szerint Payer az egyik legeredetibb hangú kortárs magyar költő, verseinek világára a hiteles pátosz, a fojtott szenvedély, valamint az erős irónia és önirónia jellemző. Tapasztalatait leggyakrabban a mindennapi életből, a posztmodern kor társadalmi visszásságaiból meríti, ugyanakkor előszeretettel bújik történelmi személyiségek, regényhősök bőrébe, ezzel szokatlanul ingergazdag, izgalmas, örvénylő költői világot hoz létre.
Németh Zoltán, a neves kritikus egy tanulmányában úgy fogalmaz, hogy Payer Imre versei egy zsigeri mélységű, eredendően lírai világot mutatnak fel, a líra ősi, érzéki terepét. Nála összetorlódnak a lét legszélső peremei: születés és halál, gyerekkor és öregedés. A szembesítés kegyetlen és húsba vágó, tétje maga a létezés lehetősége versben, mondatban, szóban.
Mint azt Ayhan Gökhan író, kritikus megállapítja, Payer versei alaptermészetük szerint mindig szorongásversek; keresik a kiutat, a feloldáshoz vezető megoldást. Payer az őt körülvevő, érthetetlen és hideg világ ellen a mikro-figyelést választja: félrefordított fejjel, egyetlen pontra koncentrálva térképez fel, értelmez magában külső jelenségeket, alakokat.
Olyan lapokban publikál, mint például az Alföld, a Jelenkor, az Élet és irodalom, a Litera, a Kortárs, a Magyar Napló, valamint az Országút.
Költeményei rendszeresen szerepelnek reprezentatív válogatásokban, többek között a Szép versek és Az év versei antológiákban. A Frankfurti Könyvvásáron – abban az évben, amikor Magyarország volt a főszereplő – kétnyelvű, a magyar költészetet legjavát csokorba gyűjtő antológiában is bemutatkozhatott.
A közéleti költészet sem idegen Payer Imrétől. Verseiből is kiderül, hogy ez a mostani túlszabályozott, agyonellenőrzött világ nem az ő világa. Néha nosztalgikus tónusokat üt meg. „A Kádár-rendszer kicsit olyan volt, mint a régi, lerobbant vonatkupék, de az egészben volt valami meghittség” – fogalmazza meg egy találó lírai képpel.
Irodalomtörténészként Payer Imre érdeklődésének homlokterében József Attila és Babits Mihály költészete, illetőleg Kaffka Margit prózája áll, de például Ady Endre ún. kuruc verseiről is újszerű, élénk szakmai visszhangot kiváltó megállapításokat tett.
A kortárs magyar líra meg-megújuló folyamatainak figyelemmel kísérését és értelmezését is feladatának tartja. Szívesen fedez fel és ismertet új költői univerzumokat. (Említést érdemel, hogy Kántás Balázs József Attila-díjas költő versvilágát elsők között méltatta.)
Arra, hogy Payer Imre az írótársadalom szögesen eltérő ízléspreferenciákat valló érdekcsoportosulásainak megbecsülését egyaránt kivívta, jó bizonyság, hogy mind a Magyar Írószövetségnek, mind pedig a Szépírók Társaságának tagja.
A kezdetektől részt vesz a Versmaratonnak a költészet napja (április 11) alkalmából megtartott versfelolvasásain.
Említést érdemel, hogy egy olyan, világméretű kulturális eseményt is támogatott, mint a Százezer költő a változásért elnevezésű, a legfőbb értékek: a béke, a különböző vallások, világnézetek és etnikumok békés egymás mellett élése érdekében szót emelő „költészetünnep”.  

## Költészetének jellemzői
Líráját egyéni hangvétel, iróniával, nemegyszer öniróniával teli fojtott indulat hatja át. Gyakran bont ki meghökkentő témákat, alkalmaz expresszív képeket. Költészetében nemcsak társadalomkritika fedezhető fel, hanem a legszélesebb értelemben vett korkritika is megjelenik.

„„Csak a van: van. Semmi vakfoltja. / Haza a magasban. Mélyben. / Kívül a Tejúton. / Lenni bizalom nyelvben? / Létfarkasveremben.” ”

– (A Hazáról)

## Magánélete
1985-ben házasságot kötött Rácz Hedviggel. Három gyermekük született; Márton (1985), Miklós (1987) és Zsuzsanna (1991).[forrás?]

## Művei
- Létbesurranó (1991)
- Föl föl, ti rabjai a földalattinak (1998) – ez a kötete komoly kritikai visszhangot váltott ki, recenziót írt róla Margócsy István: “Szavak szavak mögött” címmel Népszabadság 1998. 08. 31.; Bedecs László: Élet és Irodalom 1998. 10. 9; Bodor Béla: Kritika 1999/10. és Szilágyi Márton: Úton, útfélen, valahol, Új Forrás 2000/2.[29]
- Irodalomtörténeti fogalmak (1999)
- A bábjátékos függönye meglibben (2001)
- Egyes szám, egyetlen személy (2003)
- A fehér cápa éneke – The Great White Shark's Song – válogatott versek angolul és magyarul (2009)
- Pattanni, hullni; Tipp Cult, Bp., 2009 (P'art könyvek)
- Egyre közelít. Versek; Hermész NMKE, Bp., 2013
- Es kommt immer näher; németre ford. Széll Zsófia; hochroth–Hermész NMKE, Bp., 2013
- Fényből van a fal; Tipp Cult, Bp., 2018 (P'art könyvek)

## Díjai
- Móricz Zsigmond-ösztöndíj (1995)
- Arany János-díj (1997) [30]
- Artisjus-díj (1998)
- Nagy Lajos-díj (2000)
- NKA-ösztöndíj (2001)
- Szépírók különdíja (2001)
- Parnasszus-díj (műhely) (2004)
- József Attila-díj (2012)
- Bánkuti Miklós-díj (2015)
- Salvatore Quasimodo Költőverseny - elismerő oklevél (2018)

## Portréfilmek róla
A Petőfi Irodalmi Múzeum a József Attila-díjasaink portrésorozat keretében közzé tette a Payer Imrével a pályájáról készült beszélgetést.
A portréfilm Payer Imrét röviden bemutató kísérőszövege így hangzik: „Gondolatai súlyosak, technikája egyedi, de mégis kötött. Kiváló költő, mellette irodalmár és könyvtáros.”
A 9.Tv - a Ferencváros Televíziója szintén készített egy interjút Payer Imrével. Az ajánlójában az szerepel, hogy Payer Imre szereti az antik hősöket modern eszközökbe ültetni verseiben, mert azt gondolja, az ókori görögök világa sok szempontból hasonlít korunkhoz.